# Перминов, Ерофей Иосифович
Ерофе́й Ио́сифович Пе́рминов (14 октября 1913, д. Александровка, Томская губерния — 6 апреля 1971, Новосибирск) — телефонист штабной батареи 911-го артиллерийского полка 340-й Сумской стрелковой дивизии 38-й армии Воронежского фронта, красноармеец, Герой Советского Союза.

## Биография
Родился 14 октября 1913 года в семье крестьянина. Русский. После окончания начальной школы работал в хозяйстве отца, затем в колхозе. Проходил действительную срочную службу в Красной Армии в 1935—1938 годах. После демобилизации работал помощником машиниста и машинистом электростанции на станции Промышленная.
Был снова призван в ряды Красной Армии в ноябре 1941 года. На фронтах Великой Отечественной войны с 10 июня 1942 года. Принимал участие в Сталинградской битве.
Особо отличился при форсировании Днепра. Части 38-й армии вышли к Днепру в районе сёл Борки и Лютеж Вышгородского района Киевской области Украинской ССР. В ночь на 26 сентября 1943 года вместе с одиннадцатью разведчиками артполка переплыл на двух лодках переплыли на правый берег Днепра. Гитлеровцы обнаружили группу и открыли мощный артиллерийский огонь. Лодка, в которой находился Ерофей Перминов, была потоплена, но отважный телефонист в ледяной воде вплавь добрался до берега, неся на себе телефонный аппарат и катушку с проводом.
В течение трёх суток обеспечивал бесперебойную доставку данных для огня артиллеристов, участвовал в отражении нескольких контратак врага. В одном из боёв в рукопашной схватке уничтожил двоих гитлеровцев, не дав захватить в плен командира группы. В живых осталось только четверо бойцов группы, которые через трое суток соединились с переправившимися на плацдарм частями дивизии.
Представлен к награждению званием Героя Советского Союза за «проявленное мужество, отвагу и геройство при форсировании Днепра, налаживание и поддерживание связи под непрерывным обстрелом противника». Указом Президиума Верховного Совета СССР «О присвоении звания Героя Советского Союза генералам, офицерскому, сержантскому и рядовому составу Красной Армии» от 10 января 1944 года за «образцовое выполнение боевых заданий командования на фронте борьбы с немецко-фашистскими захватчиками и проявленные при этом отвагу и геройство» удостоен звания Героя Советского Союза с вручением ордена Ленина и медали «Золотая Звезда» под номером 3326.
Весной 1944 года при освобождении Правобережной Украины получил тяжёлую контузию. После долгого лечения в госпитале его направили в запасной полк связи готовить связистов для действующей армии. Был демобилизован в 1946 году.
После демобилизации работал на железной дороге на станции Промышленная. В 1948 году переехал в Новосибирск, где работал в военизированной пожарной охране Управления пожарной охраны МВД СССР по Новосибирской области, затем на заводе «Сибсельмаш».
Умер 6 апреля 1971 года. Похоронен на Заельцовском кладбище в Новосибирске.

## Память
- Надгробный памятник на Заельцовском кладбище в Новосибирске.
- Именем Героя названа улица в Новосибирске.
- Бюст Героя установлен в р.п. Маслянино.
- Его имя увековечено в Новосибирске на Аллее Героев около Монумента Славы.